# Kelly Hyman
Kelly Hyman (nacida el 20 de julio de 1969) es una abogada australiana-estadounidense y presidenta del Colegio Federal de Abogados del condado de Palm Beach, Florida. Es una antigua actriz y modelo que apareció en numerosos programas de televisión y anuncios publicitarios, sobre todo en las décadas de 1980 y 1990. Entre sus apariciones destacan los papeles de Loretta en Young and the Restless, y Tricia en Getting There. Participó en la película Doin' Time on Planet Earth con Adam West de Batman.

## Vida y carrera
Kelly Hyman, nacida en Miami Beach, Florida, es nativa de Florida. Es una estadounidense de origen australiano que fue criada por una madre soltera en la ciudad de Nueva York y en el sur de California.
Ha aparecido en numerosos anuncios impresos y comerciales. Kelly Hyman fue nominada al premio Youth in Film junto con su mejor amiga de la infancia, Shalane McCall, que interpretó a Charlie Wade en Dallas (serie de televisión de 1978). Es más conocida por interpretar el papel de Loretta en The Young and the Restless. También interpretó a la hija de Norman Fell de Three's Company en Gettin' There. Kelly Hyman también actuó fuera de Broadway en la ciudad de Nueva York. Interpretó el papel de Donna en la película Doin' Time on Planet Earth con Adam West de Batman. Kelly Hyman también es actriz de doblaje y su voz se ha escuchado en numerosos anuncios, incluido el de Kit Kat "Give me a break".
Kelly Hyman se licenció en Comunicación en la UCLA. Mientras estudiaba, trabajó como pasante en la Oficina de Investigaciones Presidenciales de la Casa Blanca. En 2003, se graduó con honores en la Facultad de Derecho de la Universidad de Florida y obtuvo el título de Doctora en Derecho. Kelly Hyman fue presidenta del Colegio de Abogados Federal, sección de Palm Beach. También formó parte de la Junta Directiva de Dress for Success, Palm Beach.
Kelly Hyman, demócrata de toda la vida, ha sido voluntaria para la elección y reelección del presidente Obama. También ha sido voluntaria del partido demócrata como observadora electoral para proteger los derechos de los votantes durante las elecciones presidenciales. Es analista jurídica de televisión y ha aparecido en numerosas ocasiones en Law & Crime, Fox News, CourtTV, OANN y Fox and Friends First.
También ha aparecido en BBC, ABC, NBC LX, the Fox News, I24news y NewsmaxTV. También ha aparecido en America This Week con Eric Bolling en ABC y en Watters' World en Fox. También ha aparecido en el programa de Ethan Bearman, "Issues and Ideas" con Chris DeBellow, "The Whistleblower" con Mychal Wilson y el programa de radio "Jiggy Jaguar", con sede en Kansas. Kelly Hyman, comentarista política demócrata, abogada y defensora, y se centra en las demandas colectivas y los litigios por daños masivos. Kelly Hyman está casada con el juez federal Paul G. Hyman Jr.
Kelly también es comentarista de medios de comunicación y abogada. Kelly ha sido llamada una "Erin Brockovich moderna" por Forbes. Ella ha recibido una calificación AV Preeminente de Martindale-Hubbell. Es miembro de la AAJ y participa en el Día del Lobby del Caucus de Mujeres en D.C. También es miembro del Colegio de Abogados de Florida, del Colegio de Abogados de Colorado, de la Asociación de Abogados Litigantes de Colorado, del Colegio de Abogados de D.C., del Colegio Federal de Abogados, capítulo de Colorado, y de la Asociación Americana para la Justicia (AAJ). La Sra. Hyman también se graduó en la academia de liderazgo de la AAJ.
De 2017 a 2018, Kelly Hyman fue presidenta del Colegio de Abogados Federal, capítulo de Palm Beach. La Sra. Hyman es ex presidenta del Comité de Membresía del Colegio de Abogados Federal, Capítulo de Colorado. Se desempeñó como asistente legal federal para el juez Sandoval, quien es el exgobernador de Nevada. En 2019, lanzó su propio bufete de abogados llamado The Hyman Law Firm, P.A.